# Siedem kryształowych kul
Siedem kryształowych kul to trzynasty album komiksowy, który opowiada o przygodach młodego reportera Tintina i jego psa Milusia. Autorem komiksu jest Hergé.
Po raz pierwszy opublikowano go w magazynie Le Soir (od grudnia 1943 do września 1944), ale przełożono wydanie reszty, gdy, w czasie wyzwolenia Belgii pod koniec II wojny światowej, Hergé i inni członkowie redakcji Le Soir byli przesłuchiwani za pracę dla kolaboracyjnej gazety. Historię wznowiono w tomie Świątynia Słońca, który został wydany w nowym magazynie o Tintinie w 1946 roku.

## Treść
Z Peru powraca ekspedycja archeologiczna, która odkryła w Andach grobowiec Inki, Rascara Capaca. Po powrocie do Europy, siedmiu uczestników wyprawy zapada na tajemniczą chorobę.
Po kolei, każdy uczestnik zapada w tajemniczą śpiączkę, a jedyną wskazówką są znalezione przy każdym z nich odłamki kryształu. Zaintrygowani Tintin, kapitan Baryłka i profesor Lakmus idą do ostatniego członka ekspedycji - profesora Bergamota, który jest szkolnym kolegą Lakmusa. W domu profesora znajduje się mumia Rascara Capaca, która jest strzeżona przez policjantów przed kradzieżą. Mumia znika, gdy przez komin do domu dostaje się kula ognia. W nocy Tintin, kapitan i profesor Lakmus śnią ten sam koszmar: mumia wchodzi do ich pokoju i rzuca kryształową kulą. Wszyscy trzej budzą się i biegną do pokoju Bergamota, który zapadł w letarg. Koło jego łóżka znajdują się odłamki kryształowej kuli. 
Później profesor budzi się, ale krzyczy o demonach, które go atakują. Tintin odwiedza następnie szpital, w którym znajdują się wszyscy członkowie ekspedycji. Budzą się oni o tej samej porze i przechodzą przez ten sam koszmar, co profesor Bergamot.
Zagadka staje się coraz bardziej zagmatwana, a tymczasem profesor Lakmus, podczas spaceru koło domu profesora Bergamota, znajduje złotą bransoletę mumii. Nakłada ją na nadgarstek (twierdzi, iż bardzo pasuje mu ona do płaszcza) i nagle znika.
W trakcie poszukiwań, Tintin i Baryłka odkrywają, że bandyta musiał schować się na drzewie, a następnie porwać Lakmusa. W poszukiwaniu profesora, Tintin i kapitan zostają ostrzelani przez niewidocznego bandytę, który ucieka z miejsca zdarzenia czarnym samochodem, w którym znajduje się profesor. Policja podnosi alarm i zakłada blokady drogowe, ale porywacze zmieniają samochód i uciekają.
Ślad porywaczy doprowadza Tintina i Baryłkę do miasteczka La Rochelle, gdzie dowiadują się, że profesor wsiadł na statek Pachacamac, który odpływa do Peru. Tintin i kapitan lecą do Peru, aby odbić profesora.
Kontynuacją historii jest tom Świątynia Słońca.

## Tło
Komiks Siedem kryształowych kul był pisany podczas II wojny światowej. W Belgii pod niemiecką okupacją, Hergé zdecydował się unikać politycznej zawartości, której użył w Błękitnym lotosie, Pękniętym uchu i Berle Ottokara. 
Wątek starożytnej klątwy w tomie Siedem kryształowych kul był inspirowany klątwą faraonów, która dopadła członków wyprawy Howarda Cartera, którzy odkryli grób Tutenchamona i zmarli później w niewyjaśnionych okolicznościach z powodu klątwy.

## Powiązania z innymi komiksami o Tintinie
Tintin dzwoni do profesora Kantony, aby poinformować go o niebezpieczeństwie. On i Tintin znają się z wyprawy do aerolitu w tomie Tajemnicza gwiazda: Kantona został uderzony walizką Tintina przez „proroka” Filipulusa, który znajdował się w bocianim gnieździe.
Koszmar o człowieku z Ameryki Południowej, który napada człowieka Zachodu w jego sypialni został wykorzystany przez Hergé w czarno-białej wersji Pękniętego ucha (w nowych wersjach się on nie pojawia).
Generał Alcazar (Pęknięte ucho) i Bianka Castafiore (Berło Ottokara) występują na scenie w music-hallu. Pojawiają się oni też w tomie Tintin i Picarosi.